# (10219) Penco
(10219) Penco est un astéroïde de la ceinture principale.

## Description
(10219) Penco est un astéroïde de la ceinture principale. Il fut découvert le 25 octobre 1997 à San Marcello Pistoiese par Luciano Tesi et Andrea Boattini. Il présente une orbite caractérisée par un demi-grand axe de 2,31 UA, une excentricité de 0,10 et une inclinaison de 4,4° par rapport à l'écliptique.

## Compléments